# آلیاژ آلومینیوم ۱۰۵۰
آلیاژ آلومینیوم ۱۰۵۰ یک آلیاژ «خالص تجاری» با پایه آلومینیوم است (۱۰۰۰ یا سری 1XXX). به عنوان یک آلیاژ تقریباً خالص، از این آلیاژ در ریخته استفاده نمی‌شود. در عوض، معمولاً با استفاده از روش اکستروژن یا نورد شکل می‌دهند. این ماده معمولاً در صنایع الکتریکی و شیمیایی به دلیل داشتن هدایت الکتریکی بالا، مقاومت در برابر خوردگی و شکل‌پذیری مورد استفاده قرار می‌گیرد. آلیاژ ۱۰۵۰ نیز گاهی اوقات برای ساخت مخازن گرما استفاده می‌شود، زیرا از هدایت حرارتی بالاتری نسبت به سایر آلیاژها برخوردار است. این آلیاژ مقاومت مکانیکی کمتری در مقایسه با فلزات آلیاژی عمده دیگر دارد. مکانیزم استحکام بخشی در این آلیاژ کار سرد است نه عملیات حرارتی
نام‌های جایگزین این آلیاژ شامل Al99.5، ۳٫۰۲۵۵ و A91050 می باشدکه در استانداردهای زیر شرح داده شده‌است:
- ASTM B 491: مشخصات استاندارد برای آلومینیوم و آلیاژ آلومینیوم که برای کاربردهای عمومی به صورت لوله‌های گرد اکسترود شده‌اند
- ISO 6361: ورق‌ها، نوارها و صفحه‌ها ساخته شده از آلومینیوم و آلیاژهای آلومینیوم

## ترکیب شیمیایی
ترکیب آلیاژ ۱۰۵۰ آلومینیوم به شرح زیر است:
- آلومینیوم: حداقل ۹۹٫۵٪
- مس: حداکثر ۰٫۰۵٪
- آهن: حداکثر ۰٫۴٪
- منیزیم: حداکثر ۰٫۰۵٪
- منگنز: حداکثر ۰٫۰۵٪
- سیلیکون: حداکثر ۰٫۲۵٪
- تیتانیوم: حداکثر ۰٫۰۳٪
- وانادیوم: ۰٫۰۵٪ حداکثر
- روی: حداکثر ۰٫۰۵٪